# Grand Prix Formule 1 van Brazilië 1993
De Grand Prix Formule 1 van Brazilië 1993 werd gehouden op 28 maart 1993 in Interlagos.

## Uitslag
| Positie | Nr | Rijder               | Team                  | Ronden | Tijd/Opgave         | Startplaats | Punten |
| ------- | -- | -------------------- | --------------------- | ------ | ------------------- | ----------- | ------ |
| 1       | 8  | Ayrton Senna         | McLaren-Ford          | 71     | 1:51:15.485         | 3           | 10     |
| 2       | 0  | Damon Hill           | Williams-Renault      | 71     | +16.625             | 2           | 6      |
| 3       | 5  | Michael Schumacher   | Benetton-Ford         | 71     | +45.436             | 4           | 4      |
| 4       | 12 | Johnny Herbert       | Lotus-Ford            | 71     | +46.557             | 12          | 3      |
| 5       | 26 | Mark Blundell        | Ligier-Renault        | 71     | +52.127             | 10          | 2      |
| 6       | 11 | Alessandro Zanardi   | Lotus-Ford            | 70     | +1 Ronde            | 15          | 1      |
| 7       | 19 | Philippe Alliot      | Larrousse-Lamborghini | 70     | +1 Ronde            | 11          |        |
| 8       | 27 | Jean Alesi           | Ferrari               | 70     | +1 Ronde            | 9           |        |
| 9       | 9  | Derek Warwick        | Arrows-Mugen-Honda    | 69     | +2 Rondes           | 18          |        |
| 10      | 20 | Érik Comas           | Larrousse-Lamborghini | 69     | +2 Rondes           | 17          |        |
| 11      | 21 | Michele Alboreto     | Lola-Ferrari          | 68     | +3 Rondes           | 25          |        |
| 12      | 22 | Luca Badoer          | Lola-Ferrari          | 68     | +3 Rondes           | 21          |        |
| NF      | 29 | Karl Wendlinger      | Sauber                | 61     | Motor               | 8           |        |
| NF      | 30 | Jyrki Järvilehto     | Sauber                | 52     | Elektrisch probleem | 7           |        |
| NF      | 4  | Andrea de Cesaris    | Tyrrell-Yamaha        | 48     | Benzinesysteem      | 23          |        |
| NF      | 2  | Alain Prost          | Williams-Renault      | 29     | Ongeluk             | 1           |        |
| NF      | 23 | Christian Fittipaldi | Minardi-Ford          | 28     | Ongeluk             | 20          |        |
| NF      | 10 | Aguri Suzuki         | Arrows-Mugen-Honda    | 27     | Spin                | 19          |        |
| NF      | 3  | Ukyo Katayama        | Tyrrell-Yamaha        | 26     | Spin                | 22          |        |
| NF      | 14 | Rubens Barrichello   | Jordan-Hart           | 13     | Versnellingsbak     | 14          |        |
| NF      | 6  | Riccardo Patrese     | Benetton-Ford         | 3      | Ophanging           | 6           |        |
| NF      | 7  | Michael Andretti     | McLaren-Ford          | 0      | Ongeluk             | 5           |        |
| NF      | 28 | Gerhard Berger       | Ferrari               | 0      | Ongeluk             | 13          |        |
| NF      | 25 | Martin Brundle       | Ligier-Renault        | 0      | Ongeluk             | 16          |        |
| NF      | 24 | Fabrizio Barbazza    | Minardi-Ford          | 0      | Ongeluk             | 24          |        |
| NQ      | 15 | Ivan Capelli         | Jordan-Hart           | 0      |                     |             |        |

## Wetenswaardigheden
- Het was de eerste keer dat de safety car gebruikt werd in de moderne Formule 1 nadat raceleider Alain Prost Christian Fittipaldi aanreed. Damon Hill verloor hierdoor zijn grote voorsprong op Ayrton Senna en werd uiteindelijk nog ingehaald. Het was wel de eerste keer dat Hill op het podium eindigde.
- Alessandro Zanardi scoorde zijn enige punt. Het was de laatste keer dat beide Lotussen in de punten eindigden.
- Het was de laatste keer dat een Braziliaan de Grand Prix van Brazilië won totdat Felipe Massa won in 2006 met Ferrari.

## Statistieken
| Pole-position | Alain Prost        | Williams-Renault | 1:15.866 |
| Snelste ronde | Michael Schumacher | Benetton-Ford    | 1:20.024 |

## Noot
- Dit waren de eerste rondes als raceleider en de eerste podiumplaats voor Damon Hill.

1972 · 1973 · 1974 · 1975 · 1976 · 1977 · 1978 · 1979 · 1980 · 1981 · 1982 · 1983 · 1984 · 1985 · 1986 · 1987 · 1988 · 1989 · 1990 · 1991 · 1992 · 1993 · 1994 · 1995 · 1996 · 1997 · 1998 · 1999 · 2000 · 2001 · 2002 · 2003 · 2004 · 2005 · 2006 · 2007 · 2008 · 2009 · 2010 · 2011 · 2012 · 2013 · 2014 · 2015 · 2016 · 2017 · 2018 · 2019